# مستانه مهاجر
مستانه میرآب مهاجر (زادهٔ ۱۵ اردیبهشت ۱۳۵۳) تدوین‌گر، تهیه‌کننده و کارگردان اهل ایران است. وی دانش‌آموخته رشته تدوین از دانشگاه سوره است.

## زندگی شخصی
او در سال ۱۳۸۴ با پژمان بازغی ازدواج کرد اما در سال ۱۴۰۱ از وی جدا شد. وی در سال ۱۴۰۲ از ابتلای خود به سرطان دهانه رحم خبر داد.

## فیلم‌شناسی
| سال  | عنوان                | به‌عنوانِ | به‌عنوانِ   | به‌عنوانِ  |
| سال  | عنوان                | تدوینگر | تهیه‌کننده | کارگردان |
| ---- | -------------------- | ------- | --------- | -------- |
| ۱۴۰۲ | مفت‌بر                | آری     | نه        | نه       |
| ۱۴۰۱ | شهر هرت              | آری     | نه        | نه       |
| ۱۴۰۱ | وابل                 | آری     | نه        | نه       |
| ۱۳۹۹ | جاده خاکی            | نه      | آری       | نه       |
| ۱۳۹۹ | هفته‌ای یک‌بار آدم باش | نه      | آری       | نه       |
| ۱۳۹۸ | حوا، مریم، عایشه     | آری     | نه        | نه       |
| ۱۳۹۸ | نامو                 | نه      | آری       | نه       |
| ۱۳۹۸ | جوجه تیغی            | نه      | آری       | آری      |
| ۱۳۹۸ | کوچه ژاپنی‌ها         | آری     | نه        | نه       |
| ۱۳۹۷ | سه‌رخ                 | آری     | نه        | نه       |
| ۱۳۹۷ | آنجا همان ساعت       | آری     | نه        | نه       |
| ۱۳۹۶ | سریال ایران دخت      | آری     | نه        | نه       |
| ۱۳۹۶ | روسی                 | آری     | نه        | نه       |
| ۱۳۹۶ | امیر                 | آری     | نه        | نه       |
| ۱۳۹۶ | بهت                  | آری     | نه        | نه       |
| ۱۳۹۶ | گرگ‌بازی              | آری     | نه        | نه       |
| ۱۳۹۵ | اسرافیل              | نه      | آری       | نه       |
| ۱۳۹۵ | آس و پاس             | آری     | نه        | نه       |
| ۱۳۹۵ | پدیده                | آری     | نه        | نه       |
| ۱۳۹۵ | خانه دیگری           | آری     | نه        | نه       |
| ۱۳۹۵ | هلن                  | آری     | نه        | نه       |
| ۱۳۹۴ | آبنبات چوبی          | آری     | نه        | نه       |
| ۱۳۹۴ | نیم                  | آری     | نه        | نه       |
| ۱۳۹۳ | این سیب هم برای تو   | آری     | نه        | نه       |
| ۱۳۹۳ | مردی که اسب شد       | آری     | نه        | نه       |
| ۱۳۹۳ | مستانه               | آری     | نه        | نه       |
| ۱۳۹۲ | پایان خدمت           | آری     | نه        | نه       |
| ۱۳۹۲ | دو ساعت بعد مهرآباد  | آری     | نه        | نه       |
| ۱۳۹۲ | نازنین               | آری     | نه        | نه       |
| ۱۳۹۲ | همه چیز برای فروش    | آری     | نه        | نه       |
| ۱۳۹۱ | پس کوچه‌های شمرون     | آری     | نه        | نه       |
| ۱۳۹۱ | خاک و مرجان          | آری     | نه        | نه       |
| ۱۳۹۱ | رژیم طلایی           | آری     | نه        | نه       |
| ۱۳۹۱ | گهواره‌ای برای مادر   | آری     | نه        | نه       |
| ۱۳۹۰ | زندگی خصوصی          | آری     | نه        | نه       |
| ۱۳۸۹ | و این آسمان آبی      | آری     | نه        | نه       |
| ۱۳۸۹ | سن پطرزبورگ          | آری     | نه        | نه       |
| ۱۳۸۹ | دردسر بزرگ           | آری     | نه        | نه       |
| ۱۳۸۹ | شیش و بش             | آری     | نه        | نه       |
| ۱۳۸۹ | مرگ کسب و کار من است | آری     | نه        | نه       |
| ۱۳۸۹ | دختر شاه پریون       | آری     | نه        | نه       |
| ۱۳۸۹ | سوت پایان            | آری     | نه        | نه       |
| ۱۳۸۸ | سلام بر عشق          | آری     | نه        | نه       |
| ۱۳۸۷ | آقای هفت رنگ         | آری     | نه        | نه       |
| ۱۳۸۷ | دل خون               | آری     | نه        | نه       |
| ۱۳۸۷ | سوپر استار           | آری     | نه        | نه       |
| ۱۳۸۶ | تسویه‌حساب            | آری     | نه        | نه       |
| ۱۳۸۶ | کلاغ پر              | آری     | نه        | نه       |
| ۱۳۸۶ | کنعان                | آری     | نه        | نه       |
| ۱۳۸۶ | زن‌ها فرشته‌اند        | آری     | نه        | نه       |
| ۱۳۸۵ | روایت‌های ناتمام      | آری     | نه        | نه       |
| ۱۳۸۴ | آتش‌بس                | آری     | نه        | نه       |
| ۱۳۸۴ | کارگران مشغول کارند  | آری     | نه        | نه       |
| ۱۳۸۳ | پل سیزدهم            | آری     | نه        | نه       |
| ۱۳۸۳ | یک شب                | آری     | نه        | نه       |
| ۱۳۸۱ | آبادان               | آری     | نه        | نه       |

## جوایز
- برنده جایزه ششمین جشنواره فیلم شهر برای تهیه‌کنندگی فیلم «مرضیه» ۱۳۹۶[۳] (مهاجر در این بخش جایزه خود را به ناصر فرهودی تقدیم کرد)
- برنده کلوزآپ طلایی از دومین جشنواره فیلم شید برای تهیه‌کنندگی فیلم اسرافیل ۲۰۱۷–۱۳۹۶ (مهاجر در اسفند سال ۹۶ این جایزه را که مهم‌ترین جایزه فعالیت کارنامه‌اش دانست و آن را به موزه برنامه دورهمی اهدا کرد)[۴]
- برنده جایزه بهترین تهیه‌کنندگی سومین جشنواره فیلم‌های ایرانی کانادا برای فیلم اسرافیل |  | این مقاله به هیچ منبع و مرجعی استناد نمی‌کند. لطفاً با افزودن یادکرد به منابع قابل اعتماد برطبق اصول تأییدپذیری و شیوه‌نامهٔ ارجاع به منابع، به بهبود این مقاله کمک کنید. مطالب بدون منبع را می‌توان به چالش کشید و حذف کرد. یافتن منابع: "مستانه مهاجر" – اخبار · روزنامه‌ها · کتاب‌ها · آکادمیک · جی‌استور (چگونگی و زمان حذف پیام این الگو را بدانید) |